# اتحادیه‌های صنفی افغانستان
اتحادیه‌های صنفی تأمین کننده چند جانبه منافع و حقوق اعضای خود می‌باشد. این منافع و حقوق عبارتند از:
- بهبود سطح معیشت (حقوق، انتقال درآمد)، تضمین تداوم استخدام و بالا بردن کیفیت زندگی کاری.
- بسیج شدن گروهی کارکنان، به‌منظور دفاع از حقوق و منافع، بهبود حیات کار و محیط کار.

## تاریخچه
مؤسس اتحادیه‌های صنفی در افغانستان حزب دموکراتیک خلق افغانستان می‌باشد. در سال‌های ۱۳۴۴–۱۳۴۹ محمد ظاهرشاه اعلان دموکراسی را نموده بود. اتحادیه صنفی در کارخانه‌جات جنگلگ و ریاست خانه‌سازی ساخته شد. در ان زمان این اتحادیه‌ها از طرف ح.د.خ. ا رهبری می‌شد. پس از آنکه در افغانستان لغو دموکراسی و سانسور مطبوعات آغاز شد. اتحادیه به شکل مخفی در انسجام کارگران فعالیت می‌نمود. اعضای اتحادیه به‌منظور تقویه بنیه مالی اتحادیه صندوق تعاونی را بنا نهادن. در سال ۱۳۵۷ ح.د.خ. ا به‌پیروزی رسید. اتحادیه صنفی علناً در افغانستان تحت رهبری ان حزب به‌فعالیت آغاز نمود. بزودی در سرار کشور اتحادی‌های صنفی رشد نموده اتحادیه‌های صنفی ایجادصندوقهای تعاونی را بمنظوراعطای قرضه، وصندوق امداد برای کارکنان آسیب دیده را نمود. در سال ۱۳۵۹ شورای مرکزی اتحادیه‌های صنفی پس از تجارب ۳ سال دارای تشکیلات منظم گردید. در سال ۱۳۶۲ اتحادیه‌های صنفی افغانستان در چوکات دولت داری قوانین و مقررات گردید. دولت ۷۵ فیصدپرداخت بودیجه مالی اتحادیه‌ها را متقبل گردید. در سال ۱۳۶۶ دفتر دفاع خودی در اتحادیهای صنفی تشکیل گردید. تا کارگران و کارمندان خود از اداره و فابریکه خود دفاع نمایند. به اساس راپور ریاست دفاع خودی شورای مرکزی سال ۱۳۶۹ ۴۵ هزار کارکن از محل کار خود دفاع می‌کردند. در سال ۱۳۷۰ اتحادیه صنفی تغیر نام و جهت داده بنام اتحادیه ملی کارکنان افغانستان مسمی گردید. از سال ۱۹۹۲ الی ۲۰۰۲ در افانستان راپور کدام تحادیه داده نشده. پس از سال ۲۰۰۲ دو باره تحت نام امکا بفالیت آغاز نمود.

## تشکیلات
تشکیلات شورای مرکزی اتحادیه‌های صنفی افغانستان به شکل ذیل توسعه یافت.
- رئیس شورای مرکزی
- معاون شورای مرکزی
- هیئت رئیسه یا اعضا
- مسئول بخش اقتصاد و دفاع از تولید
- مسئول حفاظت کار
- مسئول تبلیغ
- مسئول مالی
- مسئول تشکیلات

تشکیلات اتحادی‌های صنفی افغانستان شورای مزکزی، شورای شهری، شورای ناحیوی و شورای نمایندگان کلکتیف، اداره یا اصناف بود. الی سال۱۳۶۷ پیشه‌ور و مولدین خصوصی در تحت تشکیلات شورای مرکزی اتحادیه‌های صنفی فعالیت می‌کرد. در اخیر سال ۱۳۶۷ شورای مرکزی پیشه وران در چوکات دولت ساخته شد. تمام پیشه وران از قبیل بوت دوزان، کلچه فروشان، فابریکات کوچک صنایع پلاستیک و غیره در چوکات شورای مرکزی پیشه وران سهیم گشتن. در سال ۱۳۶۸ دولت کمک خودرا از اتحادیه‌ها قطع نمود؛ و تمامی اتحادیه‌ها خودکفا شدن. پس از توحید قانون کار درجنب اتحادیه‌ها صنفی، اتحادیه هنرمندان افغانستان، اتحادیه‌های ترانسپورت و بارجالانی، اتحادیه ژونالستان، نیز تشکل یافت.

## خدمات و فعالیت‌های اتحادیه‌های صنفی
- تأمین معیشیت
- تهیه و تدارک مسکن
- دفاع از حقوق کاکنان
- قانونی ساختن اتحادیه‌ها نزد دولت
- تعیه کودکستان برای برای اطفال کارگر زنان
- ایجاد مغازه مواد اولیه و سایر مواد در داخل هر مؤسسه
- حل موضوع حقوق کار، روز مزد شب مزد و سیستم کار.
- ارتباط دادن اتحادیه افغانستان با سایر اتحادیه‌ها
- حل موضوع حفاظت و مسونیت کار
- عقد قرار داد جمعی به‌منظور تهعد دولت و کارگر
- ایجاد کورسهای سواد آموزی، کورسهای قصیر مدت رشتوی، مکاتب متمم کارگری و تهیه مواد درسی کارگر
- امداد مالی به کاگران آسیب دیده
- ارسال اطفال کارگران به خاج کشور غرض سیاحت
- تعمیم تجارب در موسات مشابه کار درداخل و خارج کشور
- تهیه ترانسپورت نان چاشت حمام اتاق استراحت شبانه و غیره برای کاگران
- ایجاد کلینیک صحی در تمام مؤسسات
- طبق فیصله شورای وزیران مؤسسات اتحادیوی حق ایجاد فارمهای زراعتی و ضمنی به‌منظور انکشاف زراعت و کمک به کارگران را دارند.
- براه انداختن کارهای حشر
- تشویق و ترغیب کارگران ممتاز ذریعه جوایز نقدی، مدالها، نشانها و قهرمان ساختن یک یا چند کارگر ممتاز در سال.

## ابتکارات عمده اتحادیه‌های صنفی افغانستان
- در سال ۱۳۶۰ شورای وزیران افغانستان تصمیم گرفت تا معاش کارکنان و گارگران را اضافه نماید. دفتر اقتصاد اتحادیه‌های صنفی بدولت پیشنهاد نمود تا عوض پول ا جرای ۷ قلم مواد اولیه راطور رایگان به کارکنان خویش توزیع نماید. دولت افغانستان اولین دولت است که در جهان برای مدت ده سال برای ۷۵۰۰۰۰ کارکن و افسر خویش هفت قلم مواد اولیه را رایگان توزیع نمود. هفت قلم مواد اولیه عبارتند از ۴۹ کیلو ارد ۷ کیلو روغن هفت کیلو برنج هفت کیلو بوره ده قطی گوگرد یک کیلو چای و هفت کلچه صابون می‌باشد.
- اعمار سرک کابل بگرام در سال ۱۳۶۸ توسط ۱۸۰۰۰ کارگران ۲۲ مؤسسه ساختمانی مقیم کابل. سرک به طول ۵۲ کیلومتر پس از ۳ماه به بهره‌برداری سپرده شد.